# Syntagma-Platz

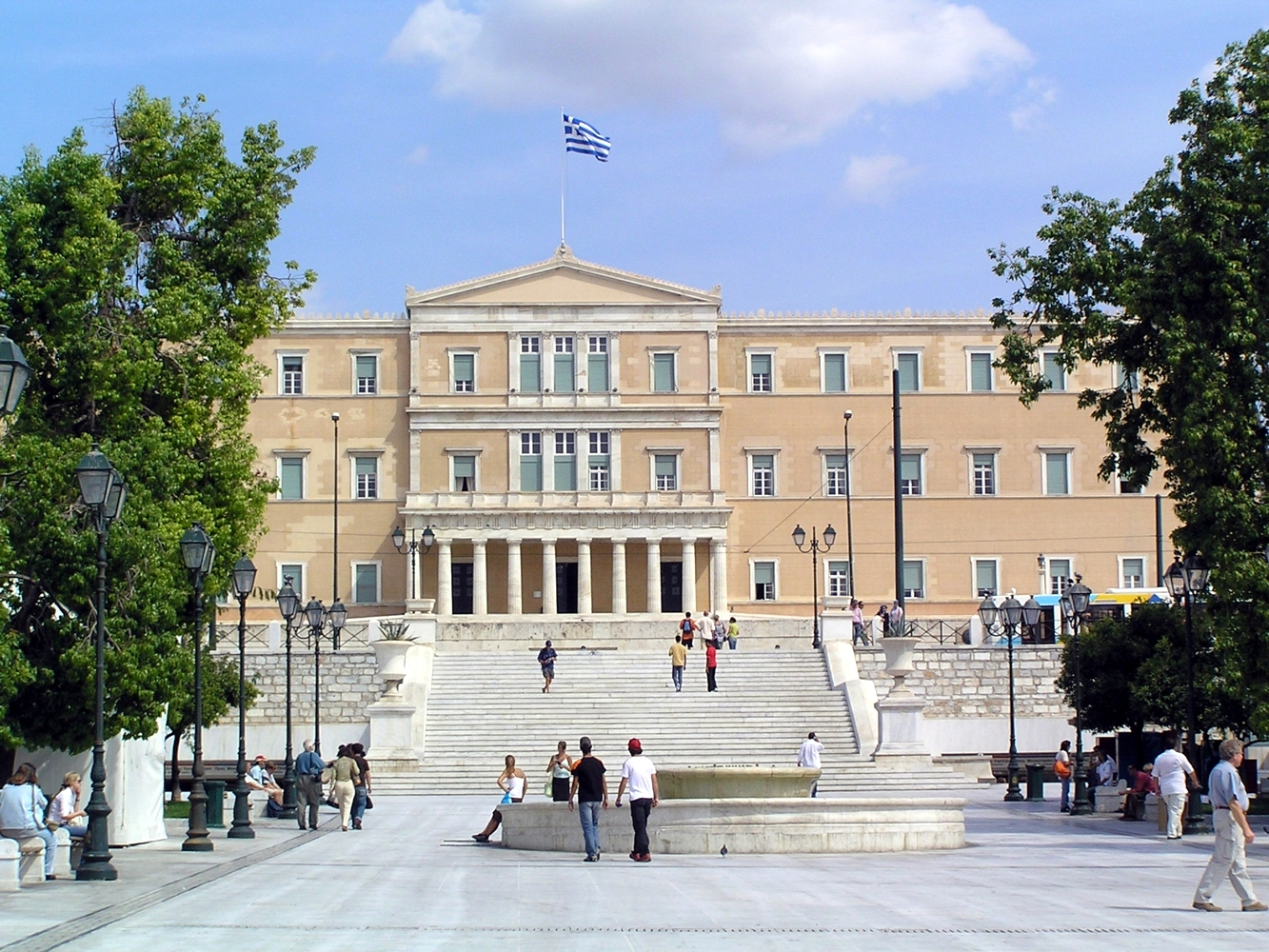
Das Parlamentsgebäude vom Syntagma-Platz aus

Der Sýntagma-Platz (griechisch Πλατεία Συντάγματος Platía Syndágmatos, deutsch ‚Platz der Verfassung‘) ist ein Platz im Zentrum Athens.

## Geschichte

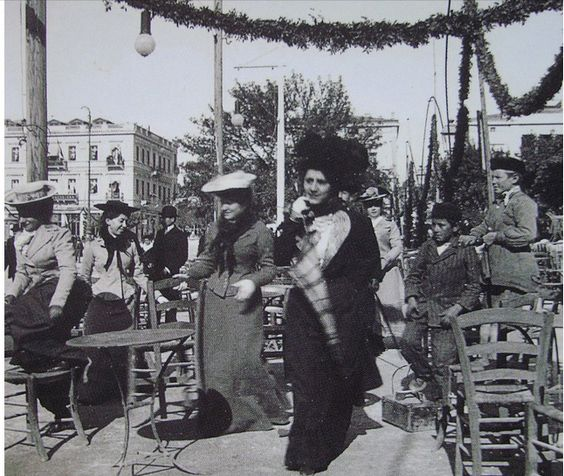
Kaffeehausszene, 1905

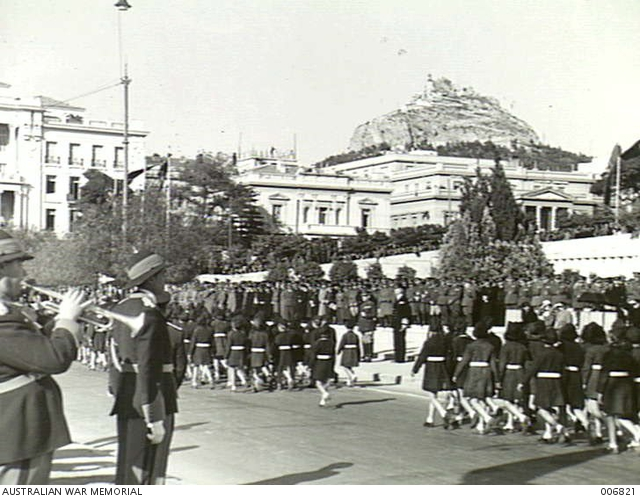
Feierlichkeiten zum Unabhängigkeitstag 1941

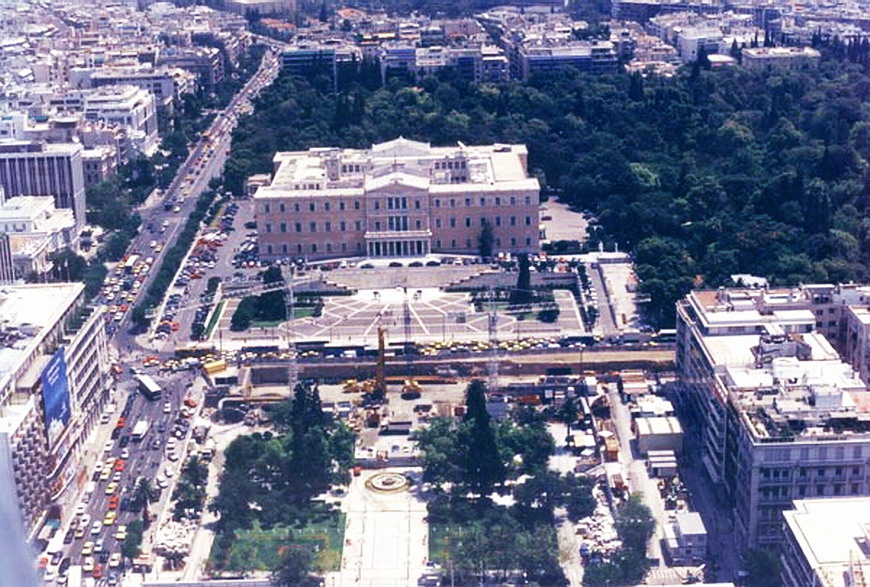
Aushebung der U-Bahn-Station in den 1990er-Jahren, im Hintergrund das Parlament und der Nationalgarten

1837 wurde der Platz als „Musenplatz“ angelegt und war das Zentrum der neuen Innenstadt. Entworfen und geschaffen wurde der Platz  von Leo von Klenze. Infolge der Revolution des 3. September 1843 verkündete König Otto von einem Balkon des königlichen Schlosses seine Zustimmung zur konstitutionellen Monarchie. So erhielt der Syntagma-Platz seinen heutigen Namen. Während des 20. Jahrhunderts war er von Kaffeehäusern in den umliegenden Gebäuden geprägt, die auf den Platz Tische und Stühle stellten. 1927 wurde von der Stadt die Skulptur „Theseus rettet Hippodameia“ des Künstlers Johannes Pfuhl angekauft und aufgestellt, diese wurde aber 1938 aus Platzgründen an den Viktoria-Platz versetzt.
In den 1960er und 1970er Jahren hatten zahlreiche Fluggesellschaften am Platz ihre Büros, zu jener Zeit führten auch die Periptera eine große Auswahl internationaler Zeitungen. 
Am 10. Mai 1974 kettete sich Günter Wallraff als Delegierter des „Ausschusses Griechenland-Solidarität“ am Platz an einen Laternenmast und verteilte Flugblätter gegen die griechische Junta. Die anschließenden Erfahrung in der Haft beschrieb er in Griechenland gestern – ein Lehrstück für morgen.
Während des U-Bahn-Baus in den 1990er-Jahren wurden Fundamente von Gebäuden aus der Antike entdeckt. Wenngleich dies in Athen keine Seltenheit darstellt, entschlossen sich die Planer diese in den Bau der Station zu integrieren. Ein Teil ist sichtbar hinter einer Verglasung an der Ecke des Platzes, ein weiterer Teil an dem 2003 eröffneten Knotenpunkt „Syntagma“ der Metro Athen. Seit 2004 befindet sich eine Endstation der Straßenbahn Athen am südöstlichen Rand des Platzes. Im selben Jahr wurden die zuvor großflächigen Leuchtreklamen verboten und von den Gebäuden entfernt.

## Lage
Am Platz liegen das historische Hotel Grande Bretagne (an der Nordseite) und das Parlamentsgebäude mit dem Grabmal des unbekannten Soldaten (an der Ostseite). Die Einkaufsstraße Odós Ermoú (Οδός Ερμού ‚Hermesstraße‘) beginnt an der Westseite. Direkt an den Platz grenzen die Straßen Odós Óthonos (Οδός Όθωνος ‚Ottostraße‘) von Süden, Odós Filellínon (Οδός Φιληλλήνων „Philhellenen-Straße“) von Westen und Odόs Vasiléos Georgíou A’ von Norden. Nicht weit vom Platz befinden sich die Stadtteile Kolonaki, Plaka und Psirri, unmittelbar dahinter, beiderseits der Odós Ermoú das traditionelle Geschäfts- und Marktviertel Athens, das sich zunehmend zum Ausgehviertel entwickelt. Südöstlich vom Platz liegt der Nationalgarten.

## Ereignisse
Über das ganze Jahr finden Veranstaltungen auf dem Platz statt, so zum Beispiel der Athener Weihnachtsmarkt. Jeden Sonntag um 11 Uhr marschieren die Evzonen, die ehemalige königliche Garde, in einer großen Parade. Ab dem Frühjahr 2011 erhielt der Platz durch die Berichterstattung über Demonstrationen und Krawalle im Zusammenhang mit der griechischen Finanzkrise Berühmtheit.

## Abbildungen

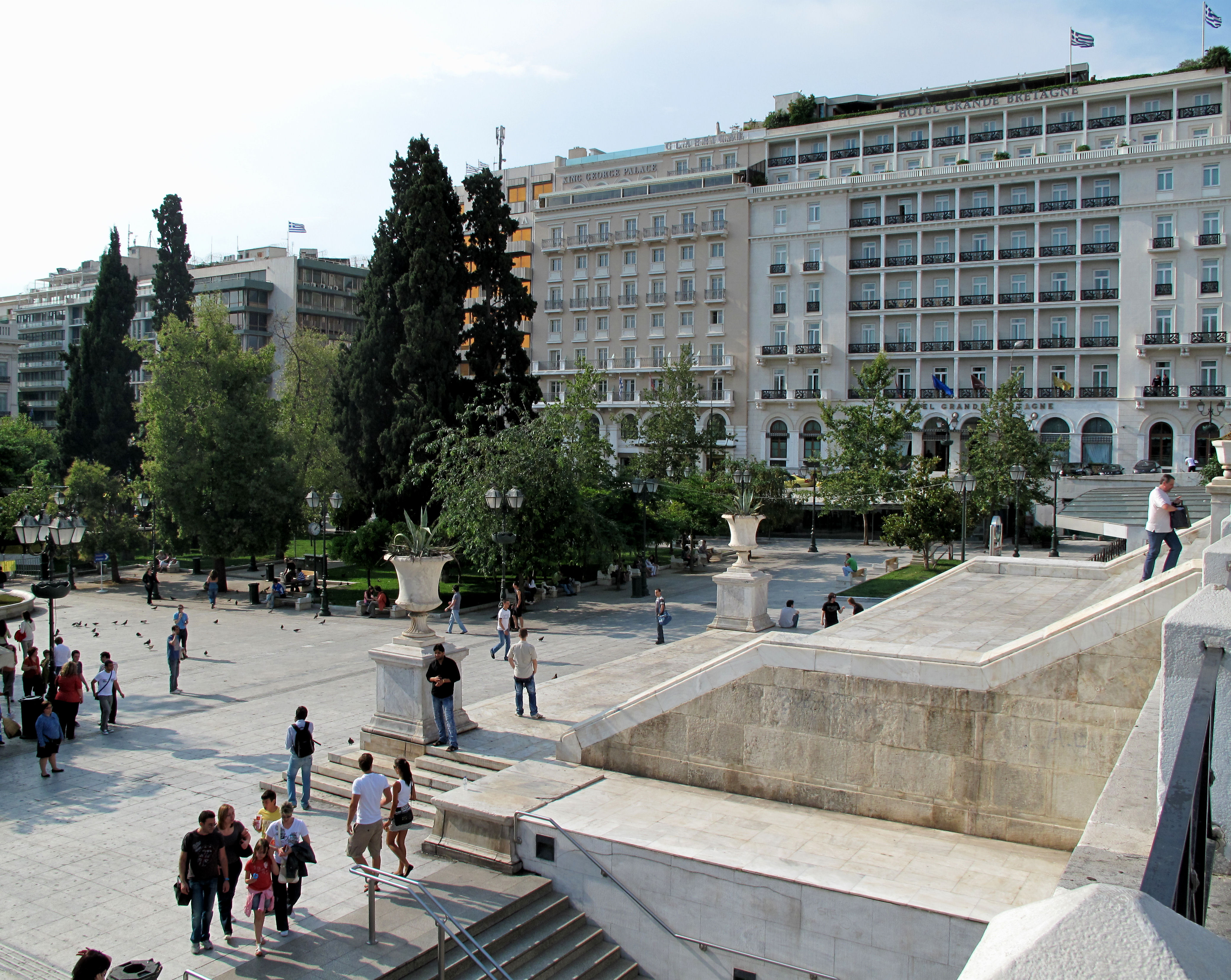
Treppenauf- und Abgänge zur Straße und zur U-Bahn
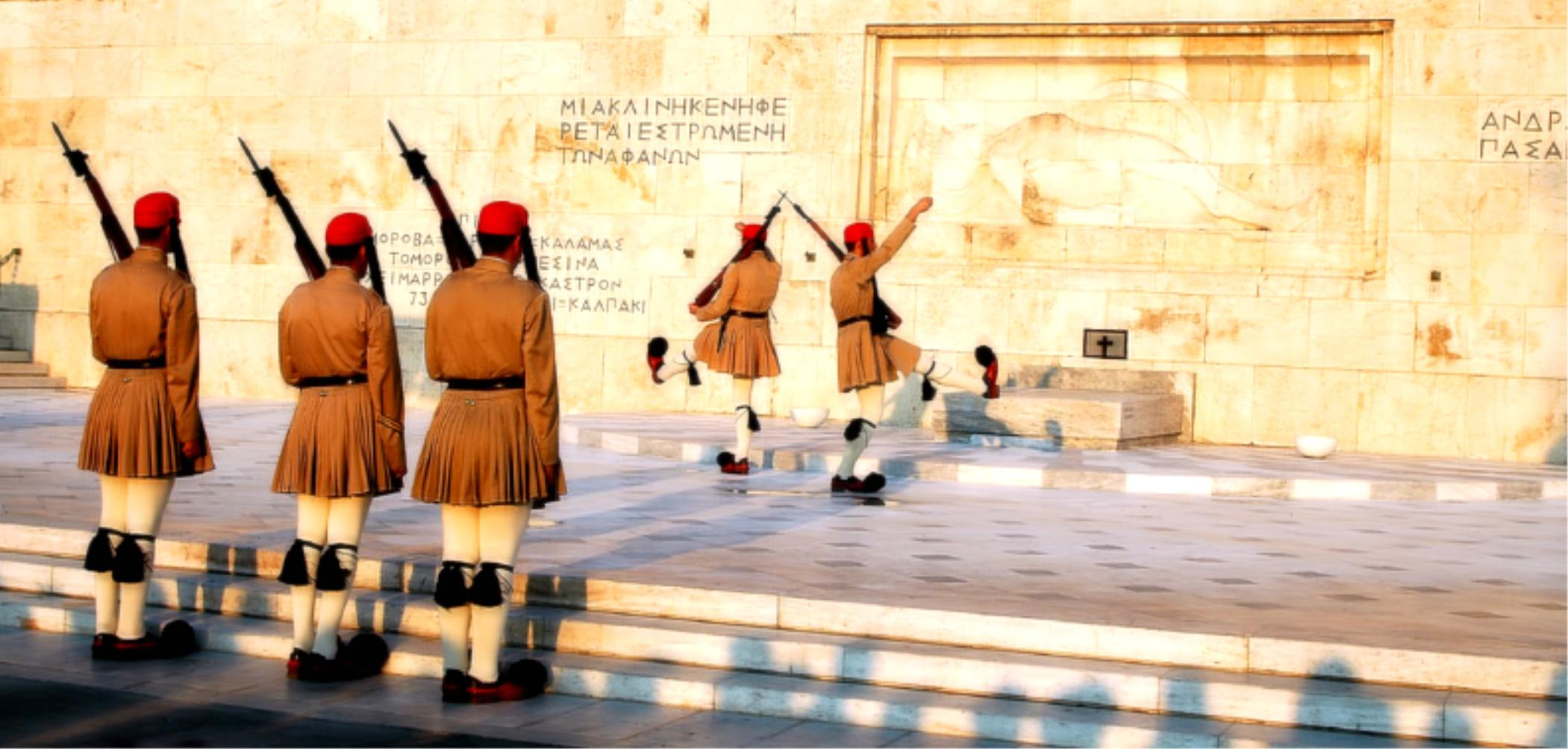
Die Wachablösung am Grabmal des unbekannten Soldaten
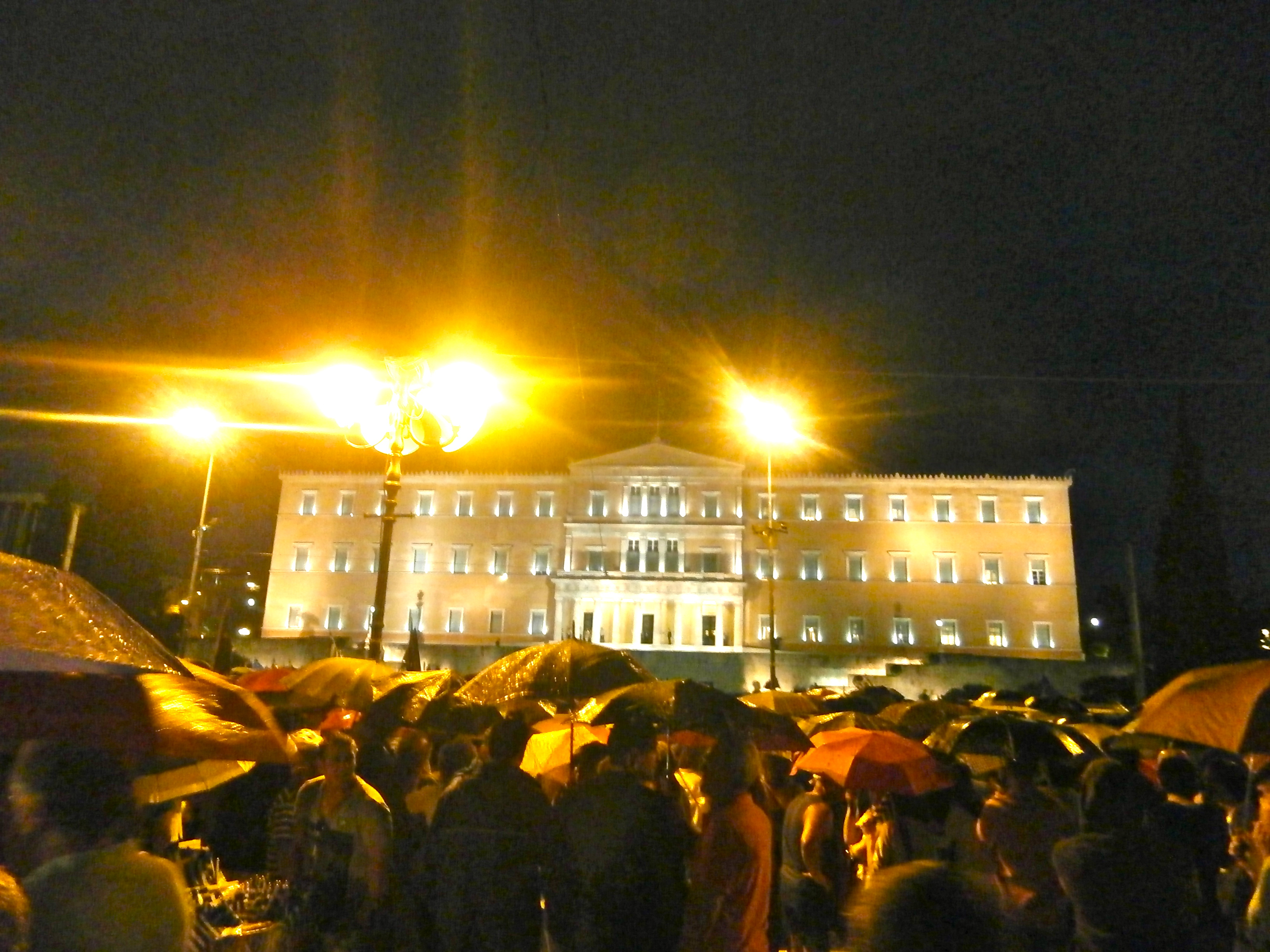
Demonstration mit dem Parlamentsgebäude im Hintergrund
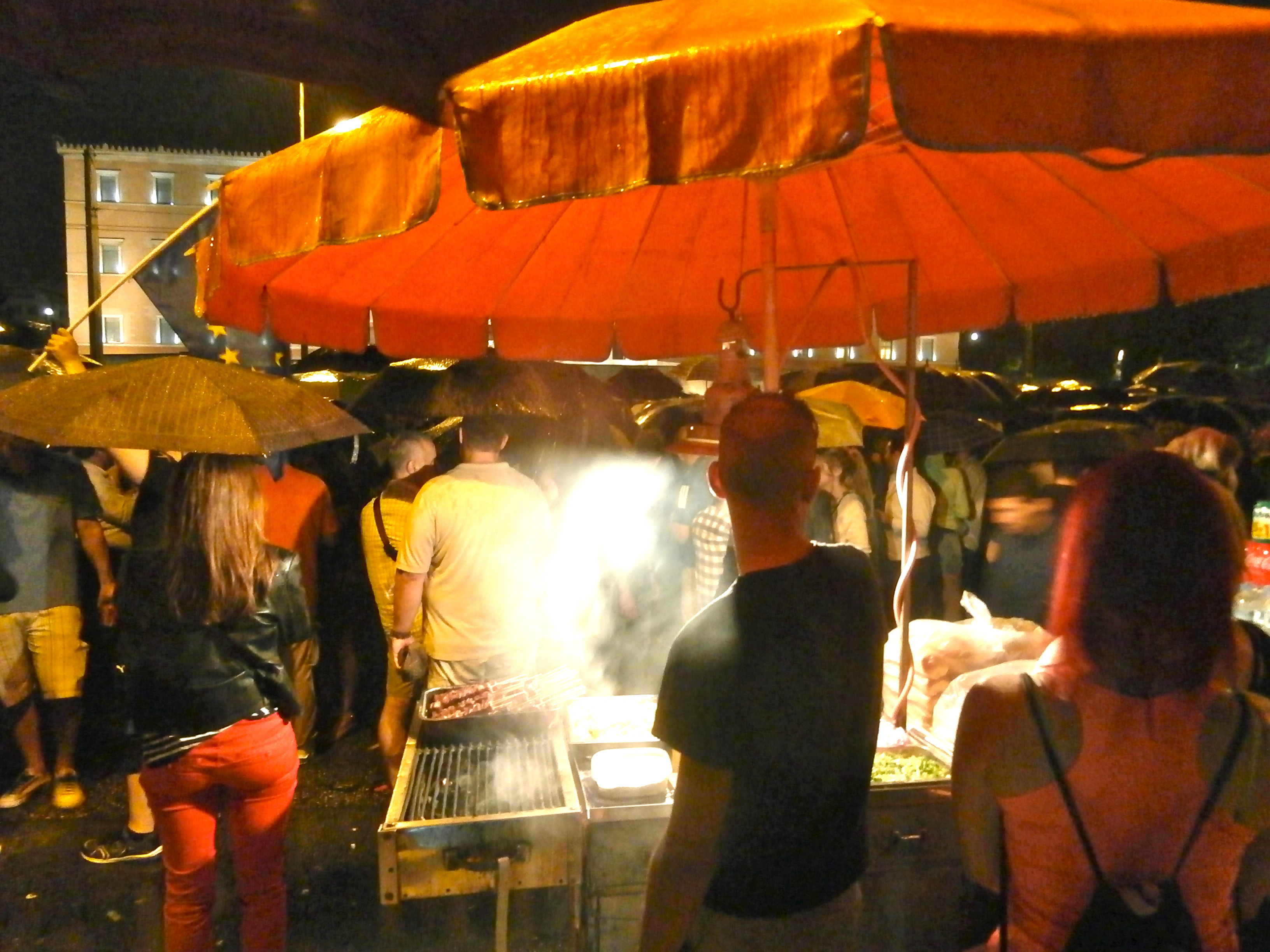
Typischer Straßenverkauf bei einer Demonstration
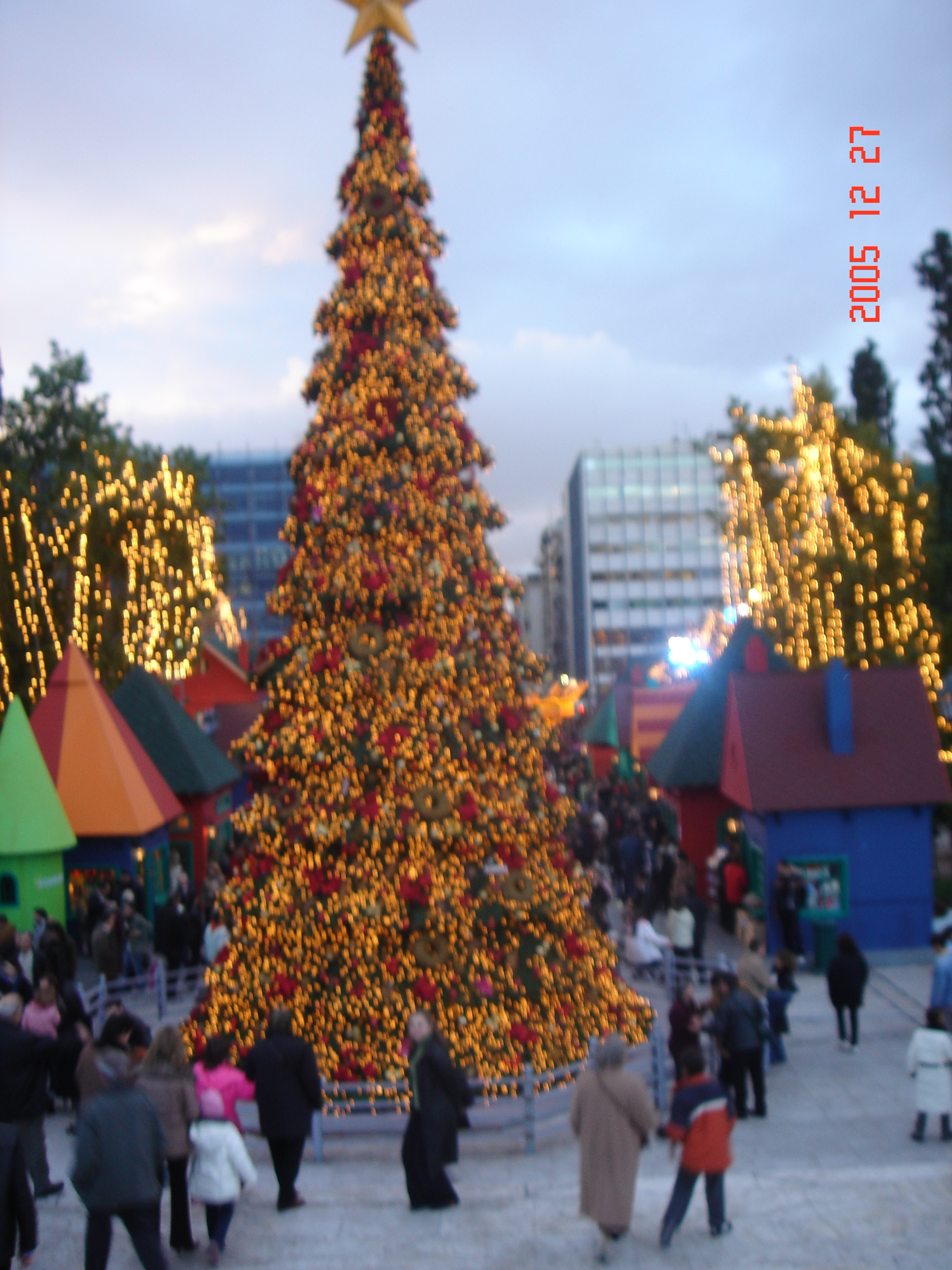
Weihnachtsmarkt